# Greg Kiltie
Greg Kiltie (Irvine, 18 gennaio 1997) è un calciatore scozzese, attaccante del St. Mirren.

## Carriera

### Club
Ha giocato nella prima divisione scozzese.

### Nazionale
Ha giocato nelle nazionali giovanili scozzesi Under-15, Under-16, Under-17 ed Under-19.